# Saint-Martin-d'Ardèche
Saint-Martin-d'Ardèche är en kommun i departementet Ardèche i regionen Auvergne-Rhône-Alpes i sydöstra Frankrike. Kommunen ligger  i kantonen Bourg-Saint-Andéol som ligger i arrondissementet Privas. År 2022 hade Saint-Martin-d'Ardèche 941 invånare.

## Befolkningsutveckling
Antalet invånare i kommunen Saint-Martin-d'Ardèche
Referens: INSEE